# Luo (Kenya og Tanzania)
 For alternative betydninger, se Luo. (Se også artikler, som begynder med Luo)
Luo (også kaldt Jaluo og Joluo) er en etnisk gruppe i Kenya, østlige Uganda og nordlige Tanzania. De er en del af en større etnologisitisk gruppe, Luo, som bosatte sig på et område som i dag omfatter det sydlige Sudan, nordlige og østlige Uganda, vestlige Kenya og nordlige Tanzania.
Luoerne er den tredjestørste etniske gruppe (12 %) i Kenya, efter kikuyu (20 %) og luhya (14 %). Luoerne og kikuyuerne fik det meste af den politiske magt de første år efter Kenyas uafhængighed i 1963. Luo-befolkningen i Kenya blev estimeret til 3.185.000 i 1994, mens det i Tanzania blev estimeret til 280.000 (2001). Deres vigtigste levebrød er fiskeri. Udenfor Luoland arbejder Louerne som lejefiskere, landbrugere og arbejdere i byer. De taler sproget luo, som tilhører gruppen nilosahariske sprog, som også bliver talt af andre luo-talende folk såsom Lango, Acholi, Padhola og Alur (alle fra Uganda).
Luoerne tog del i Mau Mau-opstanden i lighed med kikuyuerne, men det var kikuyuerne som fik flest økonomiske fordele efter at Kenya var blevet uafhængigt fra Storbritannien. Siden Oginga Odingas fratrædelse som vicepræsident i 1966, er Luoerne blevet set på som modstandere af regeringen. I valget i december 2007 var præsidentkandidaten Raila Odinga repræsentant fra luofolket.
Flere kendte personer, blandt andet Barack Obama, er af dette folkeslag.